# 転勤判事
『転勤判事』（てんきんはんじ）は、1997年から1998年まで日本テレビ系「火曜サスペンス劇場」で放送されたテレビドラマシリーズ。全4回。主演は渡辺えり（当時は「渡辺えり子」）。

## キャスト

### レギュラー
二宮純子
演 - 渡辺えり
経歴：甲府地方裁判所（第1作）
→ 宇都宮地方裁判所（第2作）
→ 山形地方裁判所（第3作）
→ 岐阜地方裁判所（第4作）
刑事部判事。夫は中学校の教師をしていたが、キャンプで川に落ちた生徒を助けようとして死亡。
森下健太
演 - 尾美としのり（第1作・第3作）
経歴：甲府地方裁判所（第1作）
→ 山形地方裁判所（第3作）
判事補。
二宮ふたば
演 - 渡辺美佐子
純子の亡夫の母。純子の転勤先を追うようにして同居する。短歌が趣味。

### ゲスト
★（被告人）
◆（被害者）
第1作「死別の夫の母を連れて甲府に赴任、笛吹川に沈む腕時計が語る家族の虚構」（1997年）
- 五十嵐節子（五十嵐の妻） - 倉野章子 ★
- 五十嵐祐介（弁護士） - 小日向文世
- 五十嵐隆弘（五十嵐と節子の息子・中学3年生） - 池田貴尉 ◆
- 脇田一（事務官） - 土屋良太
- 天徳武（甲府地方裁判所刑事部 刑事部長） - 石橋蓮司
- 太田信也（中学生・イジメのリーダー） - 小堀裕資
- その他 - 金子研三、手塚秀彰、植村喜八郎、岩崎ひろし

第2作「鬼怒川沿いの山道で襲われた夫婦…男と女の間には深くて暗い河がある」（1998年）
- 神崎美香（判事） - 中川安奈
- 三沢一枝（千恵美の姉） - 松本留美
- 浜岡千恵美（浜岡の妻） - 山下容莉枝 ◆
- 坂上燎平 - 鈴木浩介 ★
- 浜岡浩一（税理士） - 山賀教弘 ◆
- 宮泉隆（弁護人） - 北見敏之
- 奥寺康（証人） - 草薙良一
- 玉井幸代（美容院経営者） - 水木薫
- 津川勇作（検事） - 石井洋祐
- 三沢（医師・一枝の夫） - 望月太郎
- 高杉保（部長判事） - 高橋長英
- その他 - 加門良、志水正義、内野智、谷川昭一朗、九十九一

第3作「娘の結婚式の前日父親が襲われた－残された3切れの庄内メロンの証言」（1998年）
- 小松由紀（山形医科大学 研修医・小松の娘） - 大寶智子
- 植田誠一（そば屋「やぶ重」従業員・由紀の婚約者） - 角田英介
- 小松久司（小松総合病院 院長） - 長谷川哲夫 ◆
- 榊新太郎（そば屋「やぶ重」店主・小松の同級生） - 不破万作
- 中川保夫（小松総合病院 外科医） - 清水明彦 ★
- 塚田信一郎（弁護人） - 松澤一之
- 笠原和雄（検事） - 樋渡真司
- 寺久保悟（裁判長） - 斎藤晴彦
- その他 - 平尾仁彰

第4作「旧盆殺人事件 一対の岐阜ちょうちんと扉の閉じられた仏壇はなにを見た」（1998年）
- 駒田とみ - 久松夕子
- 山中早苗（山中の妻） - 岡まゆみ ★
- 高田真弓（バーのママ・山中の愛人） - 久野真紀子
- 北村和彦（判事補） - 高橋克明
- 後藤義明（弁護人） - 松井範雄
- 山中晃（土産物店経営者） - 山路和弘 ◆
- 村山和弘（検事） - 手塚秀彰
- 風間芳江（早苗の妹） - 宮田早苗
- 佐竹健一（昭代の息子） - 奈良本浩樹
- 山中敬子（早苗の連れ子・6歳） - 碇由貴子
- 佐竹昭代（部長判事） - 吉田日出子
- その他 - 西田清史、永幡洋、志水正義

## スタッフ
- 監督 - 森﨑東、増田天平
- 脚本 - 井上由美子、渡辺義則、石倉保志
- 音楽 - 福井峻（第1作・第2作）、大谷和夫（第3作）
- 選曲 - 山川繁
- 法律監修 - 高山俊吉
- ボディスタント - FCプラン
- 音響効果 - 東宝サウンドクリエイティブスタジオ
- ポスプロ - 東京テレビセンター
- 第2作現像・テレシネ - 東京現像所
- プロデューサー - 伊藤祥二、赤司学文、石川好弘（第1作 - 第3作）
- 企画 - 長富忠裕
- 制作 - 日本テレビ
- 制作著作 - オセロット

## 放送日程
| 話数 | 放送日         | サブタイトル                                                       | 脚本       | 監督     |
| ---- | -------------- | ------------------------------------------------------------------ | ---------- | -------- |
| 1    | 1997年09月02日 | 死別の夫の母を連れて甲府に赴任、笛吹川に沈む腕時計が語る家族の虚構 | 井上由美子 | 森崎東   |
| 2    | 1998年01月13日 | 鬼怒川沿いの山道で襲われた夫婦…男と女の間には深くて暗い河がある    | 渡辺義則   | 増田天平 |
| 3    | 6月30日        | 娘の結婚式の前日父親が襲われた－残された3切れの庄内メロンの証言    | 井上由美子 | 増田天平 |
| 4    | 10月13日       | 旧盆殺人事件 一対の岐阜ちょうちんと扉の閉じられた仏壇はなにを見た  | 石倉保志   | 増田天平 |